# Ministère du Commerce (Danemark)
Pour les articles homonymes, voir Ministère du Commerce.
Le ministère du Commerce, aussi appelé ministère des Entreprises et des Affaires financières, est un ministère danois qui supervise la politique commerciale du pays. Il est dirigé par Morten Bødskov depuis le 15 décembre 2022.

## Historique
Entre 1994 et 2001, le ministère porte le nom de « ministère du Commerce et de l'Industrie ». Entre 2001 et 2011, le ministère du Commerce est rattaché à celui de l'Économie. Il s'appelle à partir de 2011 « ministère du Commerce et de la Croissance ».

## Liste des ministres
| Nom                  | Nom                   | Gouvernement                         | Début du mandat   | Fin du mandat     |
| -------------------- | --------------------- | ------------------------------------ | ----------------- | ----------------- |
|                      | Vilhelm Fibiger       | Buhl II                              | 5 mai 1945        | 7 novembre 1945   |
|                      | Jens Villemoes        | Kristensen                           | 7 novembre 1945   | 13 novembre 1947  |
|                      | Jens Otto Krag        | Hedtoft I                            | 13 novembre 1947  | 16 septembre 1950 |
|                      | Hans Christian Hansen | Hedtoft I                            | 16 septembre 1950 | 30 octobre 1950   |
|                      | Ove Weikop            | Eriksen                              | 30 octobre 1950   | 13 septembre 1951 |
|                      | Aage Rytter           | Eriksen                              | 13 septembre 1951 | 30 septembre 1953 |
|                      | Lis Groes             | Hedtoft II et Hansen I               | 30 septembre 1953 | 28 mai 1957       |
|                      | Kjeld Philip          | Hansen II et Kampmann I et II        | 28 mai 1957       | 31 mars 1960      |
|                      | Lars P. Jensen        | Kampmann I et II                     | 31 mars 1960      | 3 septembre 1962  |
|                      | Hilmar Baunsgaard     | Krag I                               | 3 septembre 1962  | 26 septembre 1964 |
|                      | Lars P. Jensen        | Krag II                              | 26 septembre 1964 | 21 septembre 1966 |
|                      | Tyge Dahlgaard        | Krag II                              | 21 septembre 1966 | 1er octobre 1967  |
|                      | Ove Hansen            | Krag II                              | 1er octobre 1967  | 2 février 1968    |
|                      | Knud Thomsen          | Hilmar Baunsgaard                    | 2 février 1968    | 11 octobre 1971   |
|                      | Erling Jensen         | Krag III et Jørgensen I              | 11 octobre 1971   | 19 décembre 1973  |
|                      | Poul Nyboe Andersen   | Hartling                             | 19 décembre 1973  | 13 février 1975   |
|                      | Erling Jensen         | Jørgensen II                         | 13 février 1975   | 8 novembre 1976   |
|                      | Per Hækkerup          | Jørgensen II                         | 8 novembre 1976   | 26 février 1977   |
|                      | Ivar Nørgaard         | Jørgensen II                         | 26 février 1977   | 30 août 1978      |
|                      | Arne Christiansen     | Jørgensen III                        | 30 août 1978      | 26 octobre 1979   |
| Supprimé (1979-1994) |                       |                                      |                   |                   |
|                      | Mimi Jakobsen         | Nyrup Rasmussen II                   | 28 janvier 1994   | 30 décembre 1996  |
|                      | Jan Trøjborg          | Nyrup Rasmussen III                  | 30 décembre 1996  | 23 mars 1998      |
|                      | Pia Gjellerup         | Nyrup Rasmussen IV                   | 23 mars 1998      | 21 décembre 2000  |
|                      | Ole Stavad            | Nyrup Rasmussen IV                   | 21 décembre 2000  | 27 novembre 2001  |
|                      | Bendt Bendtsen        | Fogh Rasmussen I, II et III          | 27 novembre 2001  | 10 septembre 2008 |
|                      | Lene Espersen         | Fogh Rasmussen III Løkke Rasmussen I | 10 septembre 2008 | 23 février 2010   |
|                      | Brian Mikkelsen       | Løkke Rasmussen I                    | 23 février 2010   | 3 octobre 2011    |
|                      | Ole Sohn              | Thorning-Schmidt I                   | 3 octobre 2011    | 16 octobre 2012   |
|                      | Annette Vilhelmsen    | Thorning-Schmidt I                   | 16 octobre 2012   | 9 août 2013       |
|                      | Henrik Sass Larsen    | Thorning-Schmidt I et II             | 9 août 2013       | 28 juin 2015      |
|                      | Troels Lund Poulsen   | Løkke Rasmussen II                   | 28 juin 2015      | 28 novembre 2016  |
|                      | Brian Mikkelsen       | Løkke Rasmussen III                  | 28 novembre 2016  | 21 juin 2018      |
|                      | Rasmus Jarlov         | Løkke Rasmussen III                  | 21 juin 2018      | 27 juin 2019      |
|                      | Simon Kollerup        | Frederiksen I                        | 27 juin 2019      | 15 décembre 2022  |
|                      | Morten Bødskov        | Frederiksen II                       | 15 décembre 2022  | en cours          |